# Oszmán bej dzsámi
Az Oszmán bej dzsámit valószínűleg egy 1580 körül Vácott működő Oszmán nevű harmincados építtette. A dzsámi az egykori Kakas-kapu közelében, a mai Fő utca és a Duna között helyezkedett el, először 1591-ben említették. Buda 1686-os visszafoglalásakor épségben maradt az épület, és egy Enzinger nevű lőporkészítő kapta meg a Kamarától, hogy salétromfőzésre és -tárolásra használja. A 18. században emiatt hívták Salétromos mecsetnek. A már pusztulófélben lévő dzsámit egy 1770-ben készült képen is megörökítették, a képet a Budapesti Történeti Múzeum őrzi. A dzsámit a 18. század végén, valószínűleg 1775 körül lebontották.